# 姆利尼夫卡河 (斯特里維戈爾河支流)
姆利尼夫卡河（烏克蘭語：Млинівка），是烏克蘭的河流，位於該國西部利沃夫州，屬於斯特里維戈爾河的右支流，發源自莫羅佐維奇西北面，流經桑博爾區，河口處在巴比納以西，河道全長12公里，流域面積40平方公里，支流有魯德尼河。